# Karate (jeu vidéo, 1986)
Pour les articles homonymes, voir Karaté (homonymie).
Karate est un jeu vidéo français créé par Christophe Andréani et édité par ERE Informatique en 1986 via la marque Gasoline Software. Le jeu a été développé pour les ordinateurs Oric. Christophe Andréani est aussi l'auteur du jeu Bubble Ghost sur Atari ST et Game Boy et du jeu Turbo GT sur Atari ST.

## Principe de jeu
Karate est un jeu vidéo de combat de karaté en 2D pour un ou deux joueurs. Au début du jeu, une image représentant un décor japonais de nuit, avec un cerisier en fleurs et une maison aux fenêtres allumées, s’affiche. Le nom de chaque touche du clavier à utiliser pour contrôler chacun des joueurs est aussi affiché. Cette image reste sur l’écran le temps que le jeu se charge dans la mémoire de l’ordinateur. Le jeu étant enregistré sur une cassette audio, le chargement peut durer plusieurs minutes. Lorsque le chargement du jeu est terminé, le mode démonstration commence. Deux combattants en kimono blanc apparaissent de profil et enchaînent quelques mouvements de base, accompagnés d’une musique jouée par le synthétiseur de l’ordinateur. Un appui sur la barre d'espace du clavier permet de lancer le jeu et d’accéder au menu pour choisir le nombre de joueurs (1 ou 2) et le niveau de difficulté (1 à 9) si un seul joueur est sélectionné. Le combat peut alors commencer. Un combattant est contrôlé à l’aide de cinq touches du clavier, ce qui permet les mouvements suivants : avancer, reculer, attaque bras gauche, attaque bras droit, attaque du pied. Le but du jeu est de porter plusieurs coups au combattant adverse tout en évitant d’en recevoir. Chacun des joueurs dispose de trois vies. Pour chacune des vies, chacun des joueurs peut recevoir quinze coups. Au quinzième coup reçu, un joueur perd une vie. Le joueur qui n’a plus de vie a perdu la partie.

## Développement
Le jeu a été programmé en 1985 en BASIC et en assembleur 6502 sur un ordinateur Oric 1.

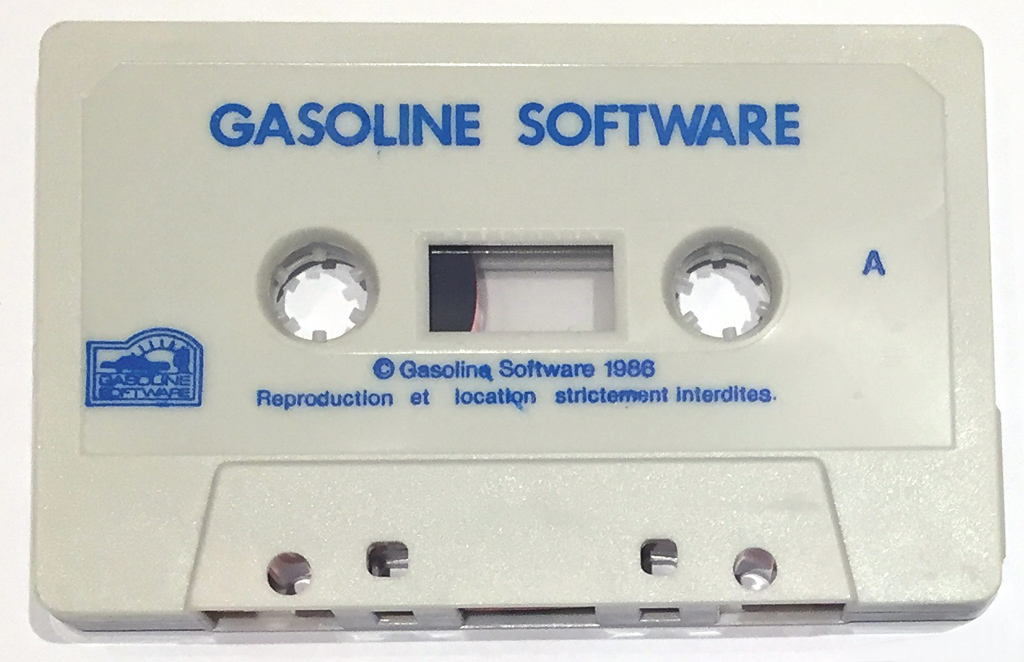
Cassette audio contenant le jeu Karate

## Réception
Le magazine informatique suivant a publié un article sur le jeu vidéo Karate :
- Théoric no 21, juin-juillet 1986